# Gynacanthaeschna
Gynacanthaeschna is een geslacht van libellen (Odonata) uit de familie van de glazenmakers (Aeshnidae).

## Soorten
Gynacanthaeschna omvat 1 soort:
- Gynacanthaeschna sikkima (Karsch, 1891)